# Anomala nona
Anomala nona är en skalbaggsart som beskrevs av Ohaus 1916. Anomala nona ingår i släktet Anomala och familjen Rutelidae. Inga underarter finns listade i Catalogue of Life.